# Bảo tàng Vùng đất Chełmno ở Chełmno
Bảo tàng Vùng đất Chełmno ở Chełmno (tiếng Ba Lan: Muzeum Ziemi Chełmińskiej w Chełmnie) là một bảo tàng có địa chỉ tại số 28 Quảng trường Chợ (Rynek), thị trấn Chełmno, tỉnh Kujawsko-Pomorskie, Ba Lan.

## Lịch sử
Sáng kiến thành lập một bảo tàng ở Chełmno đã bắt đầu từ khoảng năm 1922. Đến năm 1933, một cuộc triển lãm lịch sử đã được tổ chức, nhân dịp kỷ niệm 700 năm thành lập thị trấn. Chỉ một số hiện vật thu thập được vào thời điểm đó còn tồn tại cho đến ngày nay.
Sau khi Chiến tranh thế giới thứ hai kết thúc, chi nhánh Hiệp hội Khảo cổ học và Hóa tệ học Ba Lan đã khởi xướng việc thành lập Bảo tàng Chełmno Nhỏ vào năm 1954. Trụ sở lúc bấy giờ của bảo tàng là phòng xử án của tòa thị chính. Từ năm 1975, toàn bộ tòa thị chính sẽ được dùng làm trụ sở của bảo tàng. Vì vậy, tòa thị chính đã được trùng tu lại trong thời gian 7 năm (kéo dài đến năm 1982). Trong khoảng thời gian này, các bộ sưu tập của bảo tàng được chuyển đến trưng bày tại Tháp Bột. Sau khi cải tạo xong tòa thị chính, Bảo tàng Vùng đất Chełmno được thành lập. Bảo tàng chính thức khai trương vào ngày 28 tháng 12 năm 1983.

## Giờ mở cửa
Bảo tàng hoạt động quanh năm, mở cửa tất cả các ngày trong tuần. Khách tham quan phải trả phí vào cửa.